# Liste der Einträge im National Register of Historic Places im Becker County

Lage des Becker County in Minnesota

Die Liste der Einträge im National Register of Historic Places im Becker County in Minnesota führt alle Bauwerke und historischen Stätten im Becker County auf, die in das National Register of Historic Places aufgenommen wurden.

## Legende
| NRHP | Historic Place    |
| HD   | Historic District |

## Aktuelle Einträge
| [ 2 ] | Name                             | Bild                             | Eintragsdatum        | Lage                                                                 | Ort                      | Beschreibung                                                   |
| ----- | -------------------------------- | -------------------------------- | -------------------- | -------------------------------------------------------------------- | ------------------------ | -------------------------------------------------------------- |
| 1     | Detroit Lakes Carnegie Library   | Detroit Lakes Carnegie Library   | 1976 ID-Nr. 76001045 | 1000 Washington Avenue 46° 48′ 56,3″ N, 95° 50′ 45,7″ W              | Detroit Lakes            | 1911 im Stil der Prairie Houses errichtete Carnegie-Bibliothek |
| 2     | Detroit Lakes City Park          | Detroit Lakes City Park          | 2008 ID-Nr. 08000466 | Washington Avenue und North Shore Drive 46° 48′ 24″ N, 95° 50′ 38″ W | Detroit Lakes            | 1897 angelegter Park                                           |
| 3     | Edgewater Beach Cottages         | Edgewater Beach Cottages         | 1989 ID-Nr. 88002833 | 321 Park Lake Boulevard 46° 48′ 15,9″ N, 95° 50′ 32,2″ W             | Detroit Lakes            | 1939 lerrichtetes Resort                                       |
| 4     | Graystone Hotel                  | Graystone Hotel                  | 1999 ID-Nr. 99000774 | 119 Pioneer Street 46° 49′ 9″ N, 95° 50′ 45,2″ W                     | Detroit Lakes            | 1917 errichtetes Resort                                        |
| 5     | Holmes Block                     | Holmes Block                     | 2001 ID-Nr. 01000748 | 710-718 Washington Avenue 46° 49′ 8″ N, 95° 50′ 43,9″ W              | Detroit Lakes            | 1892 aus Backsteinen errichtetes Geschäftshaus                 |
| 6     | Itasca State Park                | Itasca State Park                | 1973 ID-Nr. 73000972 | Abseits des US 71 47° 11′ 38″ N, 95° 13′ 3″ W                        | westlich von Park Rapids | 1905–1942 errichtete State Park-Einrichtungen                  |
| 7     | Northern Pacific Passenger Depot | Northern Pacific Passenger Depot | 1988 ID-Nr. 88002833 | Abseits des US 10 46° 49′ 11,3″ N, 95° 50′ 45,6″ W                   | Detroit Lakes            | 1908 aus Backsteinen errichtetes Bahnhofsgebäude               |
| 8     | Homer E. Sargent House           | Homer E. Sargent House           | 1988 ID-Nr. 88003005 | 1036 Lake Avenue 46° 48′ 52,1″ N, 95° 50′ 50,8″ W                    | Detroit Lakes            | 1885 im Queen Anne-Stil errichtetes Sommerhaus                 |

## Frühere Einträge
| [ 2 ] | Name                          | Bild | Eintragsdatum        | Lage               | Ort                | Beschreibung                                                      |
| ----- | ----------------------------- | ---- | -------------------- | ------------------ | ------------------ | ----------------------------------------------------------------- |
| 1     | St. Benedict's Mission School |      | 1982 ID-Nr. 82002931 | County Highway 133 | Umgebung von Ogema | Im Jahr 1995 abgerissen; im Jahr 2000 aus dem Register gestrichen |